# Président de la république serbe de Bosnie
Le président de la république serbe de Bosnie (en serbe cyrillique : Предсједник Републике Српске ; en serbe latin : Predsjednik Republike Srpske) est le chef du pouvoir exécutif de la république serbe de Bosnie, l'une des deux entités de la Bosnie-Herzégovine.

## Système électoral
Le président de la république serbe de Bosnie est élu au scrutin uninominal majoritaire à un tour pour un mandat de quatre ans renouvelable une fois.Les candidats Croates et Bosniaques arrivés en tête deviennent vice présidents pour une même durée.

## Autorité et droits constitutionnels
L'une des fonctions principales du président est de représenter la République.

## Présidents de la république serbe de Bosnie
| Nom               | Début de mandat  | Fin de mandat     | Parti        | Remarques |
| ----------------- | ---------------- | ----------------- | ------------ | --- |
| Radovan Karadžić  | 7 avril 1992     | 19 juillet 1996   | SDS          | Condamné à l’emprisonnement à perpétuité pour le génocide en Srebrenica et les crimes contre humanité                                 |
| Biljana Plavšić   | 19 juillet 1996  | 4 novembre 1998   | SDS / SRS-RS | Exclue du SDS en juillet 1997 et fondatrice du SNS RSCondamnée par le TPY à 11 ans d’emprisonnement pour les crimes contre l’humanité |
| Nikola Poplašen   | 4 novembre 1998  | 26 janvier 2000   | SRS-RS       | Démis de ses fonctions le 5 mars 1999, décision imposée le 2 septembre 1999                                                           |
| Mirko Šarović     | 26 janvier 2000  | 28 novembre 2002  | SDS          | Reconnu président uniquement le 16 décembre 2000                                                                                      |
| Dragan Čavić      | 28 novembre 2002 | 9 novembre 2006   | SDS          | |
| Milan Jelić       | 9 novembre 2006  | 30 septembre 2007 | SNSD         | |
| Igor Radojičić    | 1er octobre 2007 | 28 décembre 2007  | SNSD         | Président par intérim |
| Rajko Kuzmanović  | 28 décembre 2007 | 15 novembre 2010  | SNSD         | |
| Milorad Dodik     | 15 novembre 2010 | 19 novembre 2018  | SNSD         | |
| Željka Cvijanović | 19 novembre 2018 | 16 novembre 2022  | SNSD         | |
| Milorad Dodik     | 16 novembre 2022 | -                 | SNSD         | |

## Siège de la présidence
Le siège de la présidence de la république serbe de Bosnie est le palais de la République serbe, situé au centre de Banja Luka.